# Punta de Sant Joan
La Punta de Sant Joan és una muntanya de 643 metres que es troba al municipi de Fulleda, a la comarca catalana de les Garrigues.